# Bergeronnette flavéole
Motacilla flava flavissima
Sous-espèce

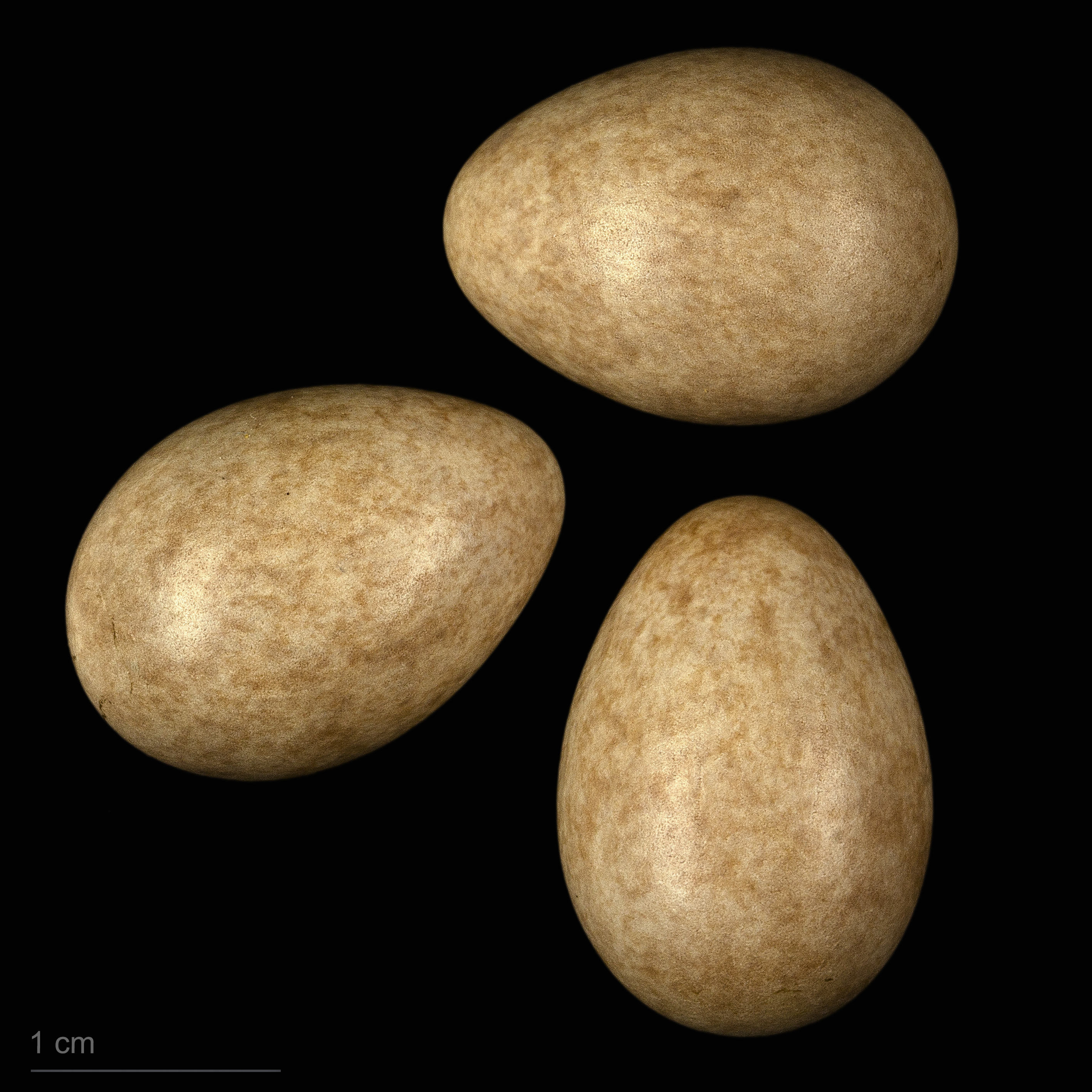
Oeufs de Motacilla flava flavissima - Muséum de Toulouse

La Bergeronnette flavéole (Motacilla flava flavissima) est une sous-espèce de passereaux appartenant à la famille des Motacillidae. Longtemps considérée comme une sous-espèce de la Bergeronnette printanière (Motacilla flava), elle est de plus en plus fréquemment élevée au rang d'espèce.
Certains auteurs qui l'élèvent la considèrent comme conspécifique avec les sous-espèces lutea et taivana. Lutea serait la forme nominale et flavissima et taivana ses sous-espèces. D'autres considèrent ces trois races comme espèces à part entière.
Toutefois, les analyses génétiques montrent qu'il ne faut pas se fier aux phénotypes et que les divergences entre les différentes races occidentales de la Bergeronnette printanière sont faibles. De plus, les sous-espèces s'hybrident facilement les unes avec les autres. C'est pourquoi il est pour le moment recommandé de considérer la Bergeronnette flavéole comme une sous-espèce.

## Répartition
La Bergeronnette flavéole se reproduit au Royaume-Uni, en Irlande et sur les côtes de la Manche en France. Elle hiverne en Afrique.

## Protection
La Bergeronnette flavéole bénéficie d'une protection totale sur le territoire français depuis l'arrêté ministériel du 17 avril 1981 relatif aux oiseaux protégés sur l'ensemble du territoire. Il est donc interdit de la détruire, la mutiler, la capturer ou l'enlever, de la perturber intentionnellement ou de la naturaliser, ainsi que de détruire ou enlever les œufs et les nids, et de détruire, altérer ou dégrader son milieu. Qu'elle soit vivante ou morte, il est aussi interdit de la transporter, colporter, de l'utiliser, de la détenir, de la vendre ou de l'acheter.